# Spencer Livermore
Spencer Elliot Livermore, baron Livermore, né le 12 juin 1975 à Slough, est un professionnel de la stratégie et de la communication. et un homme politique britannique, membre du Parti travailliste (Labour).
Il est directeur de la stratégie du cabinet de conseil en communication basé à Londres Blue Rubicon - et Stratège senior à l'agence de publicité Saatchi & Saatchi.
Avant de travailler dans les affaires, il sert au gouvernement pendant dix ans, de 1997 à 2008, d'abord en tant que conseiller stratégique en chef du chancelier de l'Échiquier au Trésor, puis en tant que directeur de la stratégie du Premier ministre au 10 Downing Street.
Il est également conseiller principal lors de quatre campagnes électorales générales : 1997, 2001, 2005 et 2015, le Guardian le décrivant comme l'un des experts électoraux les plus expérimentés du Parti travailliste.
Le 21 octobre 2015, il est créé pair à vie, prenant le titre de baron Livermore, de Rotherhithe dans le quartier londonien de Southwark. Il siège à la commission restreinte des affaires économiques de 2016 à 2019 et est en congé depuis juillet 2020.
De 2016 à 2020, il est Visiting Senior Fellow in Communications à la London School of Economics.

## Jeunesse
Livermore grandit à Wickford, dans l'Essex et fréquente le Beauchamps High School et le Basildon College, avant d'obtenir un BSc (Econ) à la London School of Economics, dont il obtient son diplôme en 1996.

## Carrière
Après avoir obtenu son diplôme de la LSE, Livermore travaille pour Gordon Brown, alors chancelier fantôme du Labour, lors de la campagne électorale générale de 1997 au cours de laquelle le Parti travailliste sous la direction de Tony Blair revient au pouvoir après 18 ans dans l'opposition au Parti conservateur. Après la campagne, il est nommé conseiller spécial au Trésor, travaillant comme assistant politique clé de Gordon Brown, qui est alors chancelier de l'Échiquier.
A l'approche des élections générales de 2001, à la demande du chancelier, qui est président de la stratégie pour la campagne électorale, Livermore part travailler aux côtés du coordinateur des élections générales Douglas Alexander, député, au siège du parti travailliste de Millbank Tower, aidant à mener la campagne en tant que directeur de la recherche. À son retour au Trésor après les élections générales de 2001, Livermore est nommé conseiller spécial du chancelier de l'Échiquier.
Livermore aide à diriger la campagne électorale générale de 2005, agissant en tant que stratège de campagne de Brown et travaillant en étroite collaboration avec Philip Gould, après quoi Livermore est nommé le plus haut conseiller de Brown, en tant que conseiller stratégique en chef du chancelier de l'Échiquier, responsable de la planification stratégique communications, la gestion de la recherche qualitative et quantitative et l'élaboration du message économique du gouvernement. Pendant ce temps, Livermore travaille également sur un certain nombre de campagnes du Congrès américain.
À la suite de la démission de Tony Blair en tant que Premier ministre le 27 juin 2007, Gordon Brown, en tant que nouveau chef du Parti travailliste, devient Premier ministre. Gordon Brown nomme Livermore au 10 Downing Street en tant que directeur de la stratégie, assistant aux réunions du Cabinet et responsable de la planification stratégique. Il conçoit la stratégie pour la transition du leadership de Gordon Brown en 2007 et les 100 premiers jours de Brown qui ont suivi.
En novembre 2007, le Gay Times  le décrit comme l'homme gay "le plus puissant" de Grande-Bretagne. En décembre 2007, Pink News le classe comme l'homosexuel le plus puissant de la politique britannique,. Livermore est le premier des conseillers de Gordon Brown à préconiser la tenue d'élections générales anticipées à l'automne 2007, en écrivant la note stratégique initiale au Premier ministre exposant cette ligne de conduite.
Après que Gordon Brown n'ait pas convoqué d'élections générales, Livermore quitte Downing Street en 2008 et rejoint l'agence de publicité Saatchi & Saatchi en tant que stratège principal, façonnant la stratégie de clients comme Eurostar, la BBC et Asda. Il est le premier des conseillers principaux de Gordon Brown à quitter Downing Street et est remplacé au numéro 10 par David Muir de WPP.
En septembre 2009, il aurait été invité par Peter Mandelson à retourner à Downing Street en tant que chef de cabinet, et par Gordon Brown pour diriger la planification de la campagne électorale du Labour, mais il décline les deux offres.
Livermore parle peu publiquement de son séjour à Downing Street, bien qu'il ait accordé une interview à Steve Richards sur BBC Radio 4 en septembre 2010, décrivant les événements menant à la « non-élection » de 2007,. Il écrit également sur la stratégie politique pour le journal Guardian,.
Après Saatchi & Saatchi, Livermore devient directeur chez Blue Rubicon un cabinet de conseil en communication basé à Londres. Il crée et dirige le conseil d'administration de la branche Conseil stratégique de l'agence, développant des stratégies de communication basées sur des informations pour des sociétés multinationales, notamment Shell, Coca-Cola, GSK, Lloyds Banking Group, Centrica et McDonald's.
En 2012, il crée Thirty Six Strategy, où il applique les techniques de la stratégie de campagne politique pour conseiller les clients sur leur positionnement d'entreprise et de marque.
En 2014, Livermore revient brièvement sur la scène politique lorsqu'il est nommé directeur de la campagne électorale générale du Parti travailliste pour ses élections générales de 2015 infructueuses. En novembre 2015, il accorde une interview à The World at One sur BBC Radio 4, expliquant pourquoi les travaillistes ont perdu cette élection .

## Vie privée
Il est homosexuel et marié à Seb Dance, ancien député européen qui représente la région de Londres pour le Parti travailliste. Ils vivent à Rotherhithe.